# Pierre Flourens
Marie Jean Pierre Flourens, född 13 april 1794 i Maureilhan, departementet Hérault, död 6 december 1867 i Montgeron vid Paris, var en fransk fysiolog.
Flourens blev medicine doktor i Montpellier och reste därefter till Paris. År 1832 utnämndes han till professor i jämförande fysiologi vid Muséum national d'histoire naturelle; 1833 valdes han till Franska vetenskapsakademiens ständige sekreterare, och 1835-48 var han professor vid Collège de France. Sedan han 1864 lämnat sekreterarämbetet vid akademien, bosatte han sig på landet.
Han var en av sin tids ledande fysiologer och blev särskilt känd för sina undersökningar av lillhjärnans processer och upptäckten av de koordinationsrubbningar, som uppträder vid skador på båggångarna i innerörat. Hans lära om storhjärnans processer hade under många år mycket stort inflytande. I stark opposition mot den gamla frenologin ansåg han, stödd på talrika experiment, att alla delar av storhjärnan hade samma uppgifter; de rubbningar, som visade sig efter lesioner i storhjärnan, berodde uteslutande det skadade ställets storlek, medan dess läge inte ansågs ha någon som helst betydelse. Denna doktrin fick dock definitivt överges sedan Paul Broca, Theodor Meynert och framförallt Gustav Theodor Fritsch och Eduard Hitzig (1870) uppvisat den funktionella olikheten hos olika delar av storhjärnan. 
Flourens, som författade ett stort antal skrifter, var en framstående stilist och rönte ett betydelsefullt erkännande härav, då han i konkurrens med Victor Hugo 1840 invaldes i Franska akademien. Flourens invaldes 1841 som utländsk ledamot av Kungliga Vetenskapsakademien.